# فيلدرشتات
فيلدراشتات (بالألمانية: Filderstadt) هي Grosse Kreisstadt، مدينة وبلدة ألمانية تقع في ألمانيا في Esslingen. يقدر عدد سكانها بـ 43,654 نسمة .

## المدن التوأمة
مدن Dombasle-sur-Meurthe، بولتافا، أوشاتس، Selby وLa Souterraine هي مدن توأمة لـفيلدراشتات.

## أعلام
- ليوني آدم
- ميشائيل إنده
- مارفين بلاتنهارت
- لورا سيجموند
- ثيودور شونك
- كلير أميرة لوكسمبورغ
- فابيان شولز